# Kerkstraat 22-24
Kerkstraat 22-24 is een gemeentelijk monument aan de Kerkstraat 22-24 in Eemnes in de provincie Utrecht. 
Oorspronkelijk woonden er drie gezinnen in het pand. Het huis is sinds 1877 eigendom van de Nederlands Hervormde gemeente van Eemnes-Buiten. De voormalige arbeiderswoning wordt bewoond door de koster van de Nicolaaskerk. Na een restauratie in 1977 volgde een verbouwing in 1981. De top van de linker gevel is gepleisterd. 